# Амёбоидное движение
Амёбо́идное движе́ние — тип движения клеток, присущий амёбам и некоторым видам клеток многоклеточных животных, например, лейкоцитам крови.

## Механизм
При амёбоидном движении клетка образует выросты цитоплазмы — псевдоподии (ложноножки), которые прикрепляются к субстрату. Содержимое клетки постепенно перетекает в один из выростов, который при этом расширяется, задний конец клетки и другие псевдоподии сокращаются .
Существует две ранние теории амёбоидного движения: теория Маста (1926 год)  и теория Аллена (1960-е — 1970-е гг.) . По мнению Маста при А. движении происходит постоянное сокращение заднего конца клетки и за счёт гидростатического давления плазмозоль перетекает к переднему концу, образуя псевдоподию. Аллен же считал, что сама эндоплазма имеет активные свойства .
Точный механизм, по мнению Аллена, всё ещё остаётся неизвестным .
В движении участвуют комплексы актин-миозин, ионы кальция, белки, связывающиеся с актином, осмотическое давление, а в цитоплазме происходят процессы преобразования золь-гель и обратные .

## Особенности движения у разныхтаксонов
Амёбоидное движение, в первую очередь, свойственно простейшим, не имеющим специализированных органов движения, а выпускающим непостоянные отростки — псевдоподии.
Такой способ движения может быть свойственен представителям вида в течение всей их жизни, или же только на определённых стадиях развития.
В известных стадиях амёбоидное движение свойственно и некоторым растительным организмам, хотя в целом оно не присуще их клеткам .
Такой тип движения также наблюдается у некоторых видов клеток высших организмов, например, у некоторых клеток крови — (макрофаги, лейкоциты и др. Некоторые типы клеток, не способные к А. движению во взрослом состоянии, передвигаются в течение эмбрионального развития организма, например, у позвоночных предшественники половых клеток перемещаются за счёт А. движения от головного отдела в зачатки половых желез. Вероятно также использование амёбоидного движения раковыми клетками .

## Типы амёбоидного движения
Различают А. движение при помощи переливания, причём псевдоподии выпускаются в одной плоскости и, вероятно, клетка прикрепляет их, как и своё тело к тому предмету, по которому движется, выделением клейкого вещества (Румблер). Затем наблюдают А. движение вращательное, при котором псевдоподии образуются во всех плоскостях и приклеивающее вещество не выделяется. Клетка поворачивается на ту сторону, где псевдоподий больше (напр. Amoeba verrucosa). Искусственное воспроизведение А. движения на различных смесях было сделано Бючли, потом Румблером и др. (см. Протоплазма).